# Illiers-Combray
Illiers-Combray [ilje kɔ̃bʁɛ] ist eine französische Gemeinde mit 3.228 Einwohnern (Stand 1. Januar 2022) im Département Eure-et-Loir in der Region Centre-Val de Loire. Die Stadt liegt 25 Kilometer von Chartres entfernt am linken Ufer des Loir, in den im Süden die Thironne und im Norden das Flüsschen Vallée de Reuse einmünden.

## Name
Der Name Illiers ist eine Variation von Hilaire, lateinisch Hilarius, nach Hilarius von Poitiers.
Die Kleinstadt Illiers wurde insbesondere durch Marcel Proust berühmt, der sie unter dem Namen Combray (entlehnt einer Gemeinde dieses Namens in der Normandie) in seinem Roman-Zyklus Auf der Suche nach der verlorenen Zeit (À la recherche du temps perdu) beschrieb (siehe unten: Literarische Rolle). Sein Vater, der bekannte Arzt Adrien Proust, war 1834 in Illiers geboren worden und Proust verbrachte in seiner Jugend zwischen 1877 und 1880 mit der Familie dort die Ferien bei den Großeltern (Rue du Docteur-Proust 4). Die Straße wurde später nach seinem Vater benannt. Die heutige zusammengesetzte Namensgebung der Gemeinde wurde 1971 beschlossen und als Dekret im Journal Officiel veröffentlicht. Anlass war der hundertste Geburtstag des Schriftstellers Marcel Proust. Illiers-Combray ist die einzige französische Kommune, die einen aus einem literarischen Werk hervorgegangenen Namen trägt.

## Bevölkerung
| Jahr      | 1962 | 1968 | 1975 | 1982 | 1990 | 1999 | 2008 | 2018 |
| Einwohner | 3089 | 2971 | 3407 | 3333 | 3329 | 3225 | 3249 | 3296 |

## Sehenswürdigkeiten
- Kirche Saint-Jacques mit bemalter Holzbalkendecke aus dem 16. Jahrhundert
- Musée Marcel Proust - Maison de tante Léonie, Rue du Docteur-Proust 4

## Partnergemeinden
Die Partnerstadt in der Bundesrepublik Deutschland ist Gemünden (Wohra) in Hessen. Partnergemeinde in Italien ist Anversa degli Abruzzi und englische Partnergemeinde ist Coniston im Lake District.

## Verkehr

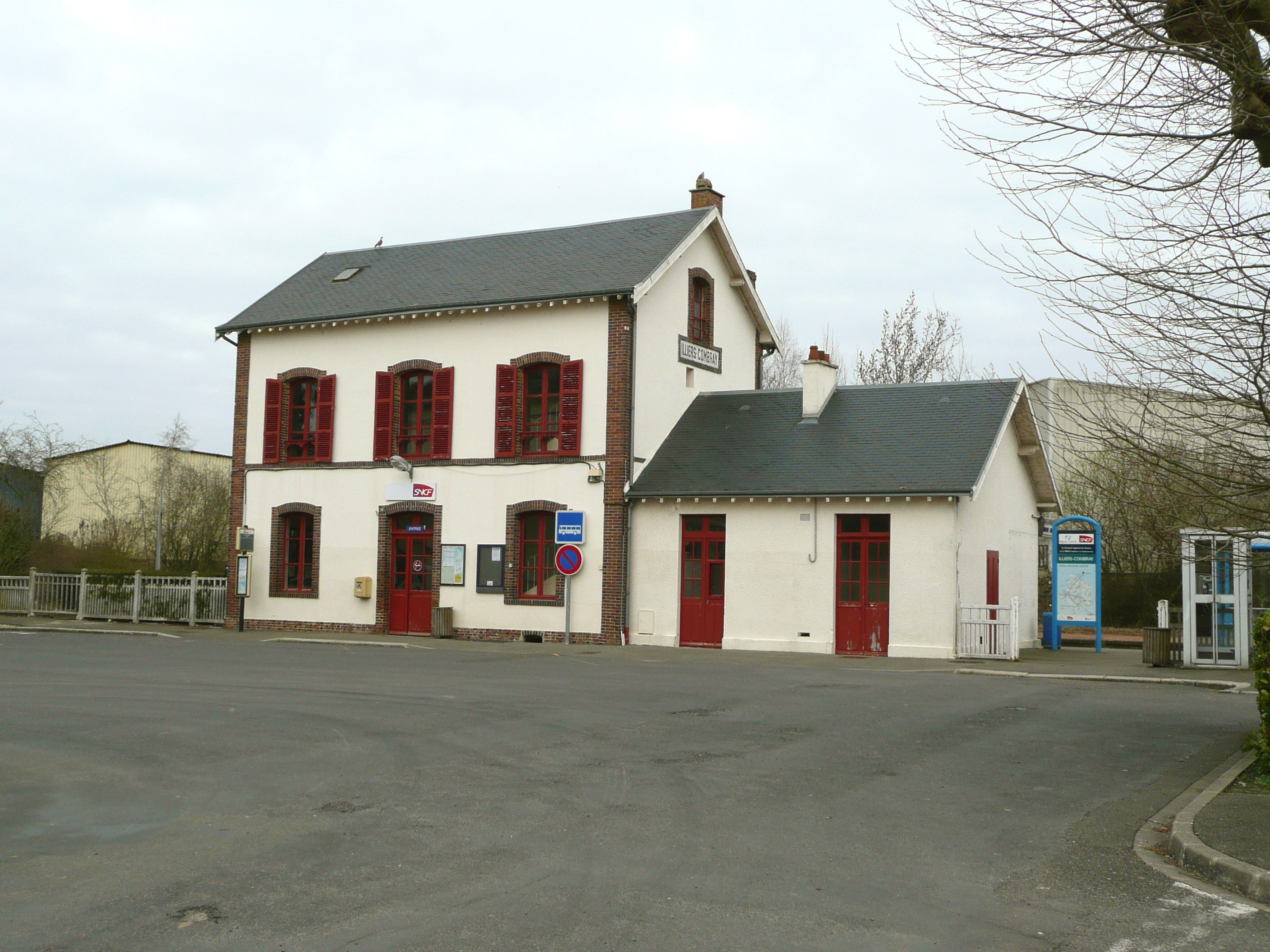
Empfangsgebäude des Bahnhofs

Illiers-Combray hat einen Bahnhof an der Bahnstrecke Chartres–Bordeaux, die in diesem Abschnitt am 7. Mai 1876 von der Compagnie du chemin de fer d’Orléans à Rouen eröffnet wurde. Aktuell wird er von Regionalzügen des TER Centre-Val de Loire bedient.
Im Süden des Stadtgebiets verläuft die Autobahn A 11, die dort die Anschlussstelle 3.1 (Illiers-Combray) aufweist.

## Geschichte
Bei Ausgrabungen wurde 2012 bis 2015 eine Neanderthaler-Siedlung nachgewiesen. Es wurde eine Fundpalette von Faustkeilen aus der Altsteinzeit ergraben.

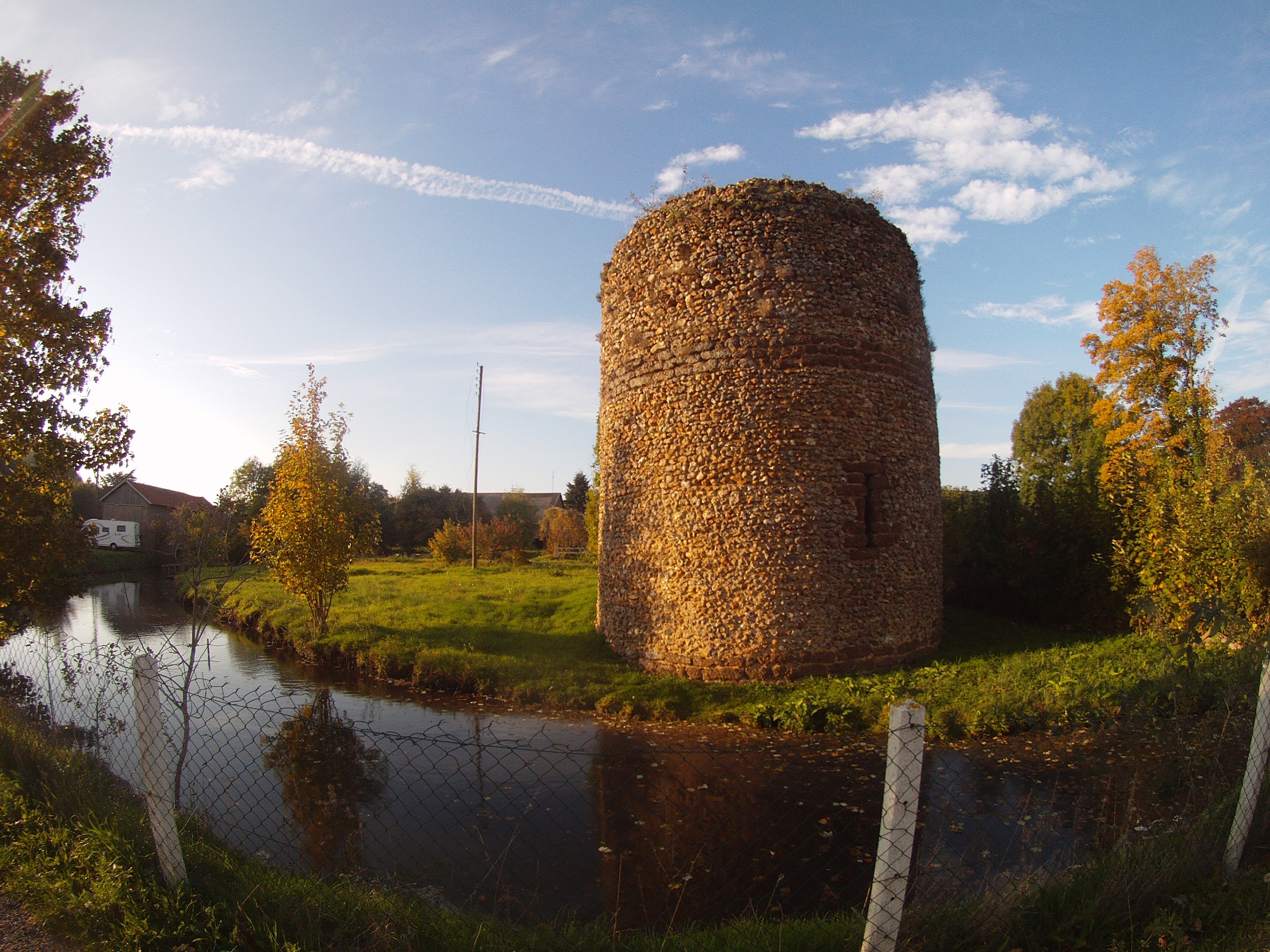
Ruine des Château d'Illiers

Vom mittelalterlichen Château d'Illiers haben sich der Wassergraben, der Turm einer Ringmauer sowie einige Gebäude aus dem 16. Jahrhundert erhalten. Illiers war eine der ältesten Baronien in der Region Chartres und der Herr von Illiers war einer der vier Barone, die das Privileg hatten, den neuen Bischof von Chartres bei seinem feierlichen Einzug in die Stadt zu tragen. Die Familie stellte dem Bistum Chartres auch selbst mehrere Bischöfe; Träger ihres Namens haben sich über Jahrhunderte in der Region hervorgetan. Florent d'Illiers (ca. 1400–1475) war Gouverneur von Chartres unter Karl VII. und kämpfte als enger Berater von Jean de Dunois an der Seite von Jeanne d’Arc, der „Jungfrau von Orléans“. François de Daillon (1570–1619), Marquis d'Illiers, war während des Achten Hugenottenkriegs ein Anhänger des zukünftigen Königs Heinrich IV., der sich im Juni 1589 für drei Tage auf dem Schloss aufhielt. In diesem Jahr wechselte die Herrschaft über den Ort mehrfach zwischen den Kriegsparteien. Ähnlich umkämpft war Illiers während des Deutsch-Französischen Krieges.
Die Gemeinde war eines der aktivsten Handelszentren des Departements und verfügte über fünf jährliche Messen, einen Markt, stellte Laken und Strumpfwaren her, verfügte über mehrere Fliesenfabriken und betrieb einen beträchtlichen Handel mit Getreide und Vieh.

## Literarische Rolle

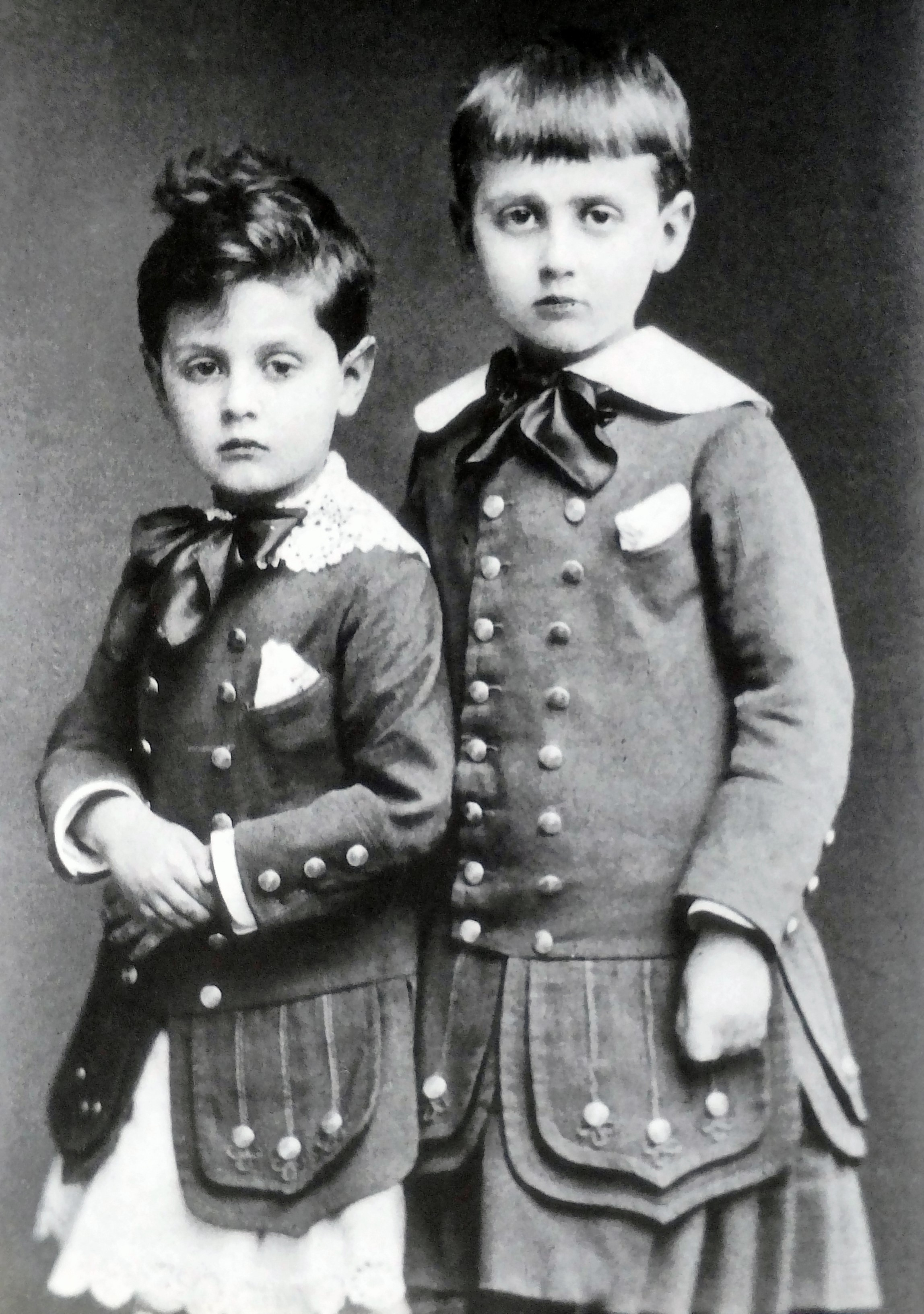
Marcel Proust (rechts) und sein Bruder Robert Proust 1877

In dem siebenteiligen Roman Auf der Suche nach der verlorenen Zeit von Marcel Proust werden das Städtchen „Combray“ und etliche seiner Bewohner eingehend beschrieben, insbesondere in den Kindheitserinnerungen des Ich-Erzählers im ersten Band (In Swanns Welt). Viele Einzelheiten entlehnte der Autor dem realen Illiers, so das Äußere der Kirche, den Bahnhof und die Straßenzüge. Das Haus seiner Großeltern in der Rue du Docteur-Proust 4 („Maison de Tante Léonie“ im Roman), in dem Proust als Kind zwischen 1877 und 1880 mehrfach die Sommerferien verbrachte, gehörte später seiner Tante Élisabeth, geb. Proust, und deren Ehemann Jules Amiot. Élisabeth inspirierte Proust zur Figur der „Tante Léonie“, einer kränkelnden Witwe, die ihre Tage hypochondrisch im Bett verbringt und argusäugig die Passanten aus dem Fenster beobachtet, in wechselseitiger, argwöhnischer Hassliebe umsorgt von ihrer Haushälterin Françoise. Élisabeths Tochter Germaine Amiot richtete dort 1954 ein Museum (Musée Marcel Proust) ein, das sie 1976 der Société des amis de Marcel Proust et des amis de Combray schenkte. Andere Verwandte stifteten dem Museum zahlreiche Erb- und Erinnerungsstücke sowie historisches Mobiliar. Das Haus gehört zum gelisteten französischen Kulturerbe und ist ein Musée de France.
Der seit 1999 denkmalgeschützte Jardin du Pré Catelan, nach dem gleichnamigen botanischen Garten in Paris benannt, wurde 1850–62 von Jules Amiot, dem angeheirateten Onkel väterlicherseits von Marcel Proust, im englischen Landschaftsstil angelegt. In Prousts Roman erscheint er als „Park von Tansonville“, dem Landsitz des Romanhelden Charles Swann. Der Name Tansonville ist einem etwa 2 km von Illiers-Combray entfernten Gehöft entlehnt. In dem Park verliebt sich der Ich-Erzähler in Swanns Tochter Gilberte und schleicht sich durch das „weiße Törchen“, um ihr aufzulauern. Das Manoir de Mirougrain suchte Proust in seiner Jugend ebenfalls gerne auf, dort lebte die Dichterin Mademoiselle Joinville, die Proust zu der Figur der Mademoiselle Vinteuil anregte, die in ihrem Herrenhaus Montjouvain mit ihrer Lebensgefährtin lebt. 
Das Schloss Villebon, welches sich etliche Kilometer nördlich von Illiers-Combray befindet, diente als Vorbild für das Schloss der fiktiven Herzogsfamilie Guermantes, deren Namen Proust einem Schloss 30 km östlich von Paris entlehnt hat. Der Herzog trägt den Nebentitel Graf von Combray, besitzt in der Kirche von Combray eine Loge, hat ein Anrecht auf Seelenmessen und muss als Kirchenpatron zum Unterhalt der Kirche beitragen. Méréglise, der westliche Nachbarort von Illiers-Combray, erscheint im Roman als Méséglise. Die Spaziergänge der Familie des Ich-Erzählers führen entweder in die Richtung von Méséglise, in welcher Richtung auch Swanns Landsitz Tansonville liegt, weshalb diese Spaziergänge von der Familie als Du côté de chez Swann bezeichnet werden (im Französischen ist das der Originaltitel des Ersten Bandes In Swanns Welt, welcher in der deutschen Erstauflage von 1926 noch wörtlich als Der Weg zu Swann übersetzt wurde), oder aber in Richtung des Schlosses Guermantes, weshalb diese Richtung als Le côté de Guermantes bezeichnet wird (Originaltitel des Dritten Bandes), auf Deutsch Der Weg nach Guermantes (Titel der Reclam-Ausgabe). 

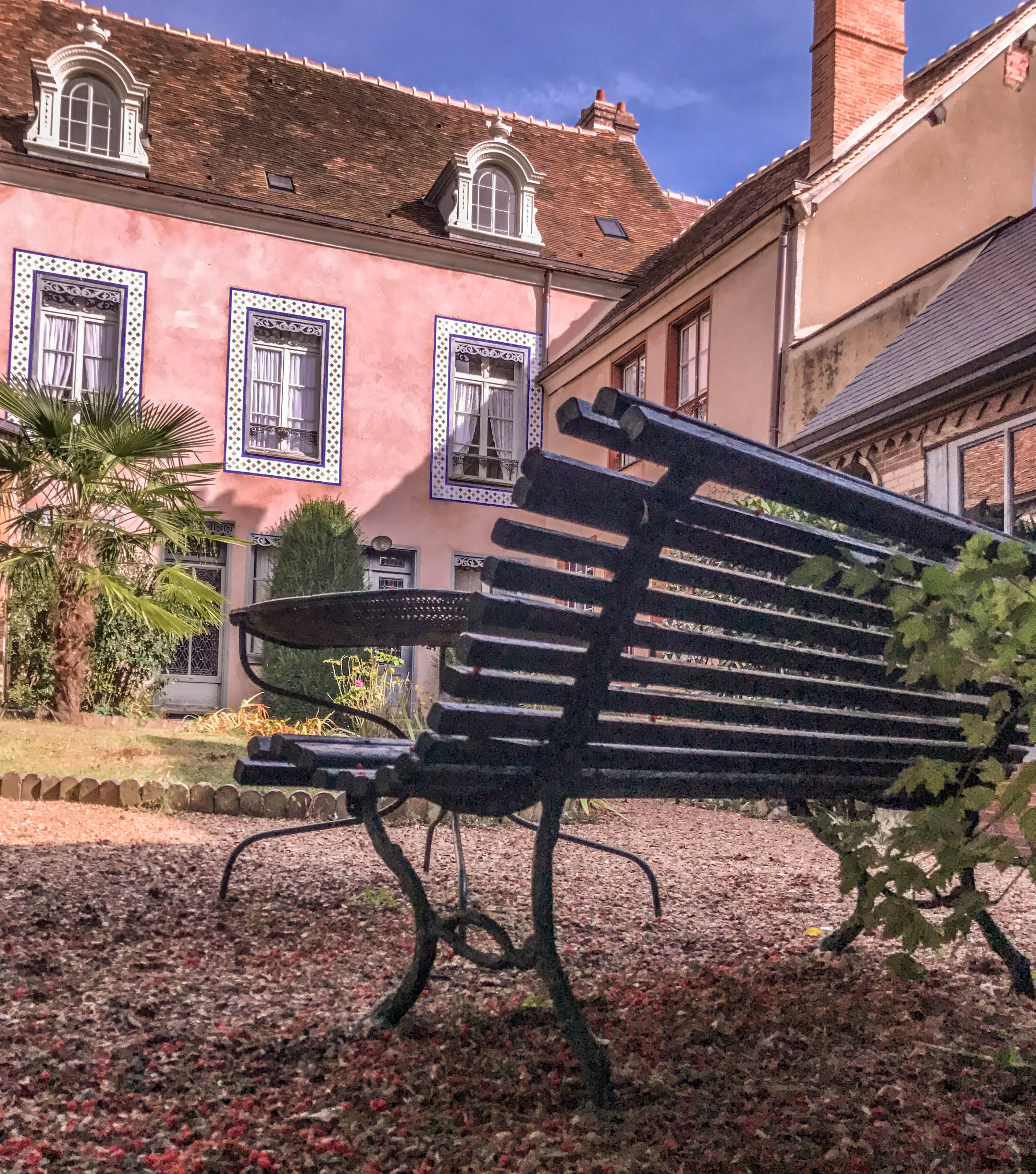
„Maison de Tante Léonie“
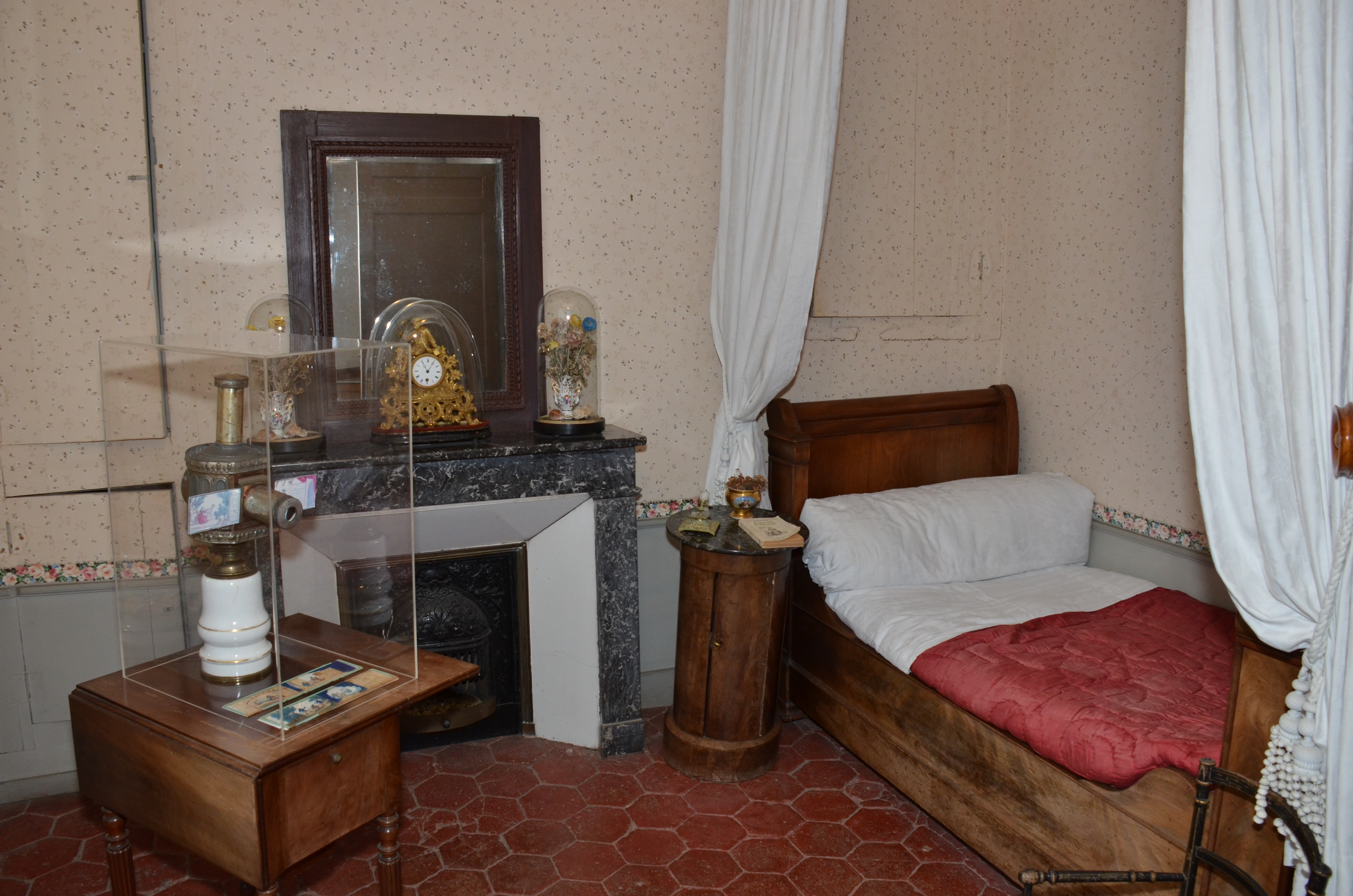
Schlafzimmer der „Tante Léonie“ im Proust-Haus
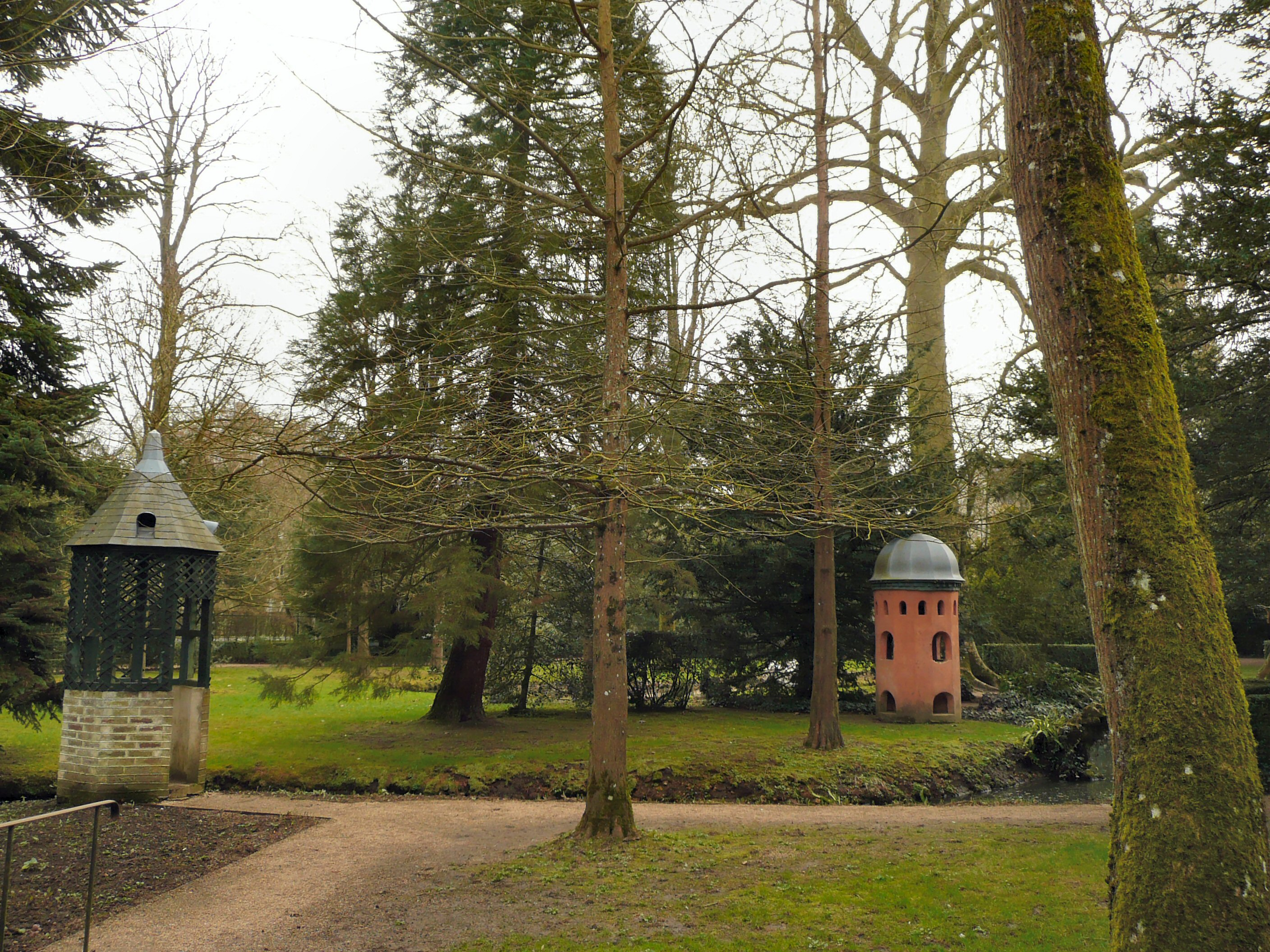
Jardin du Pré Catelan („Park von Tansonville“)
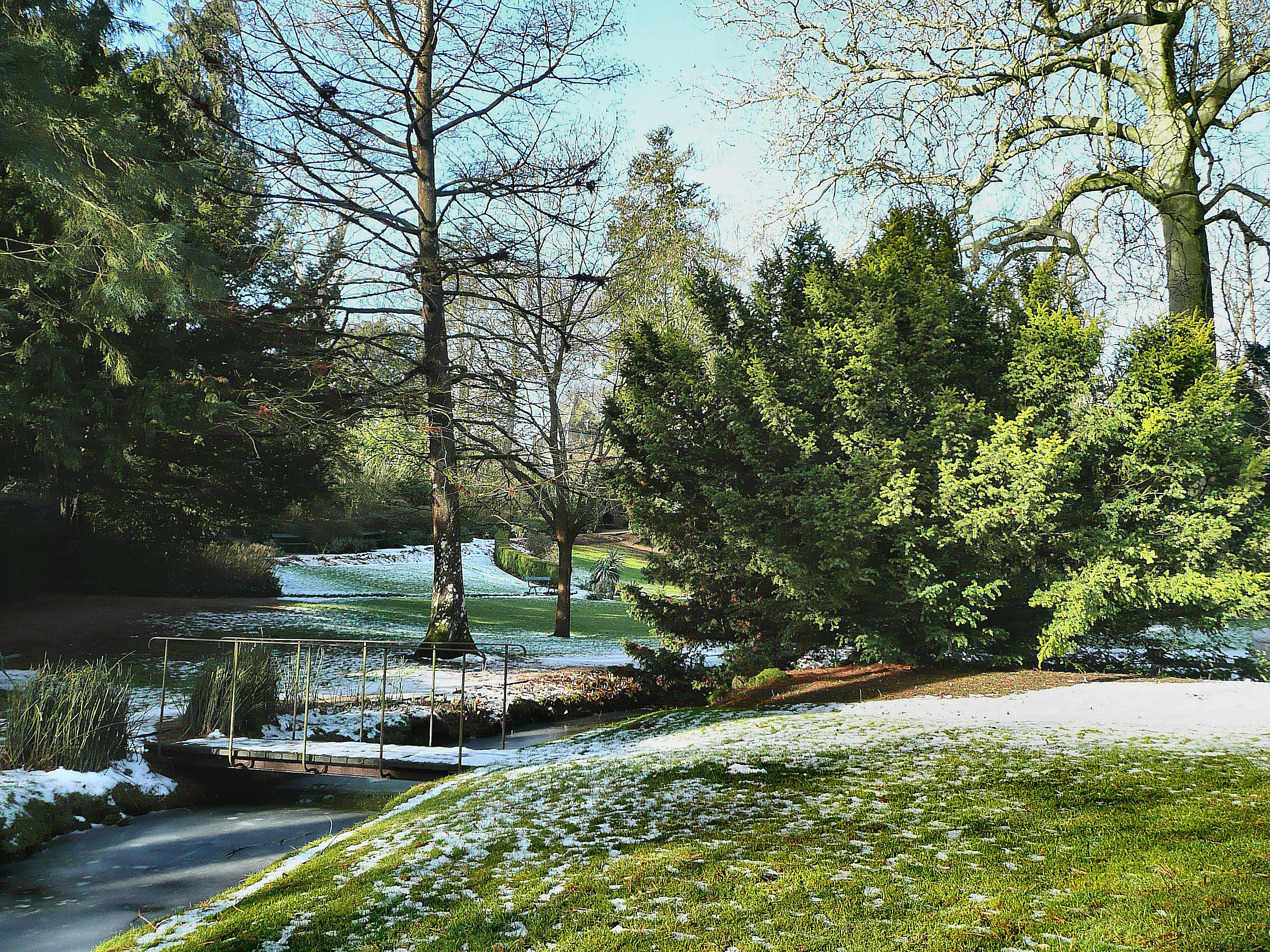
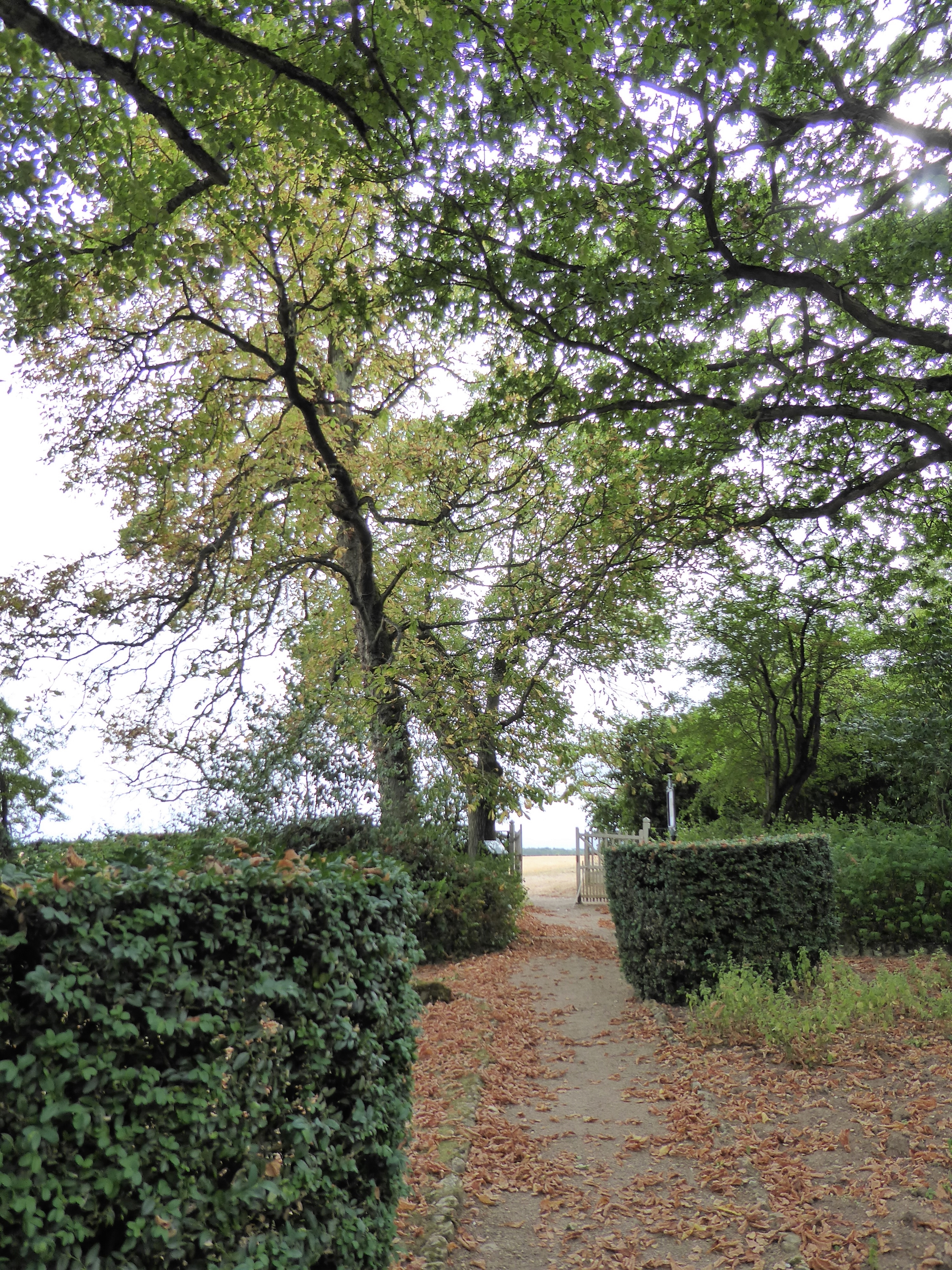
„Weißes Törchen“
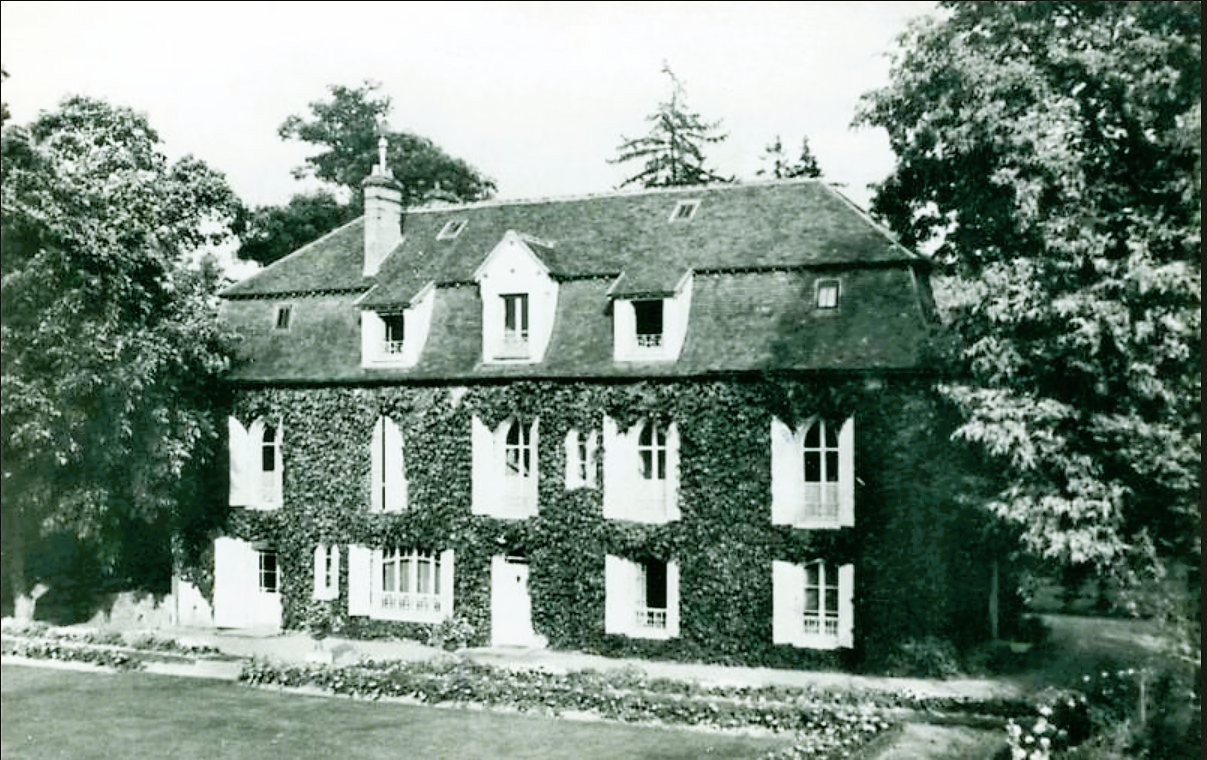
Manoir de Mirougrain („Montjouvain“)
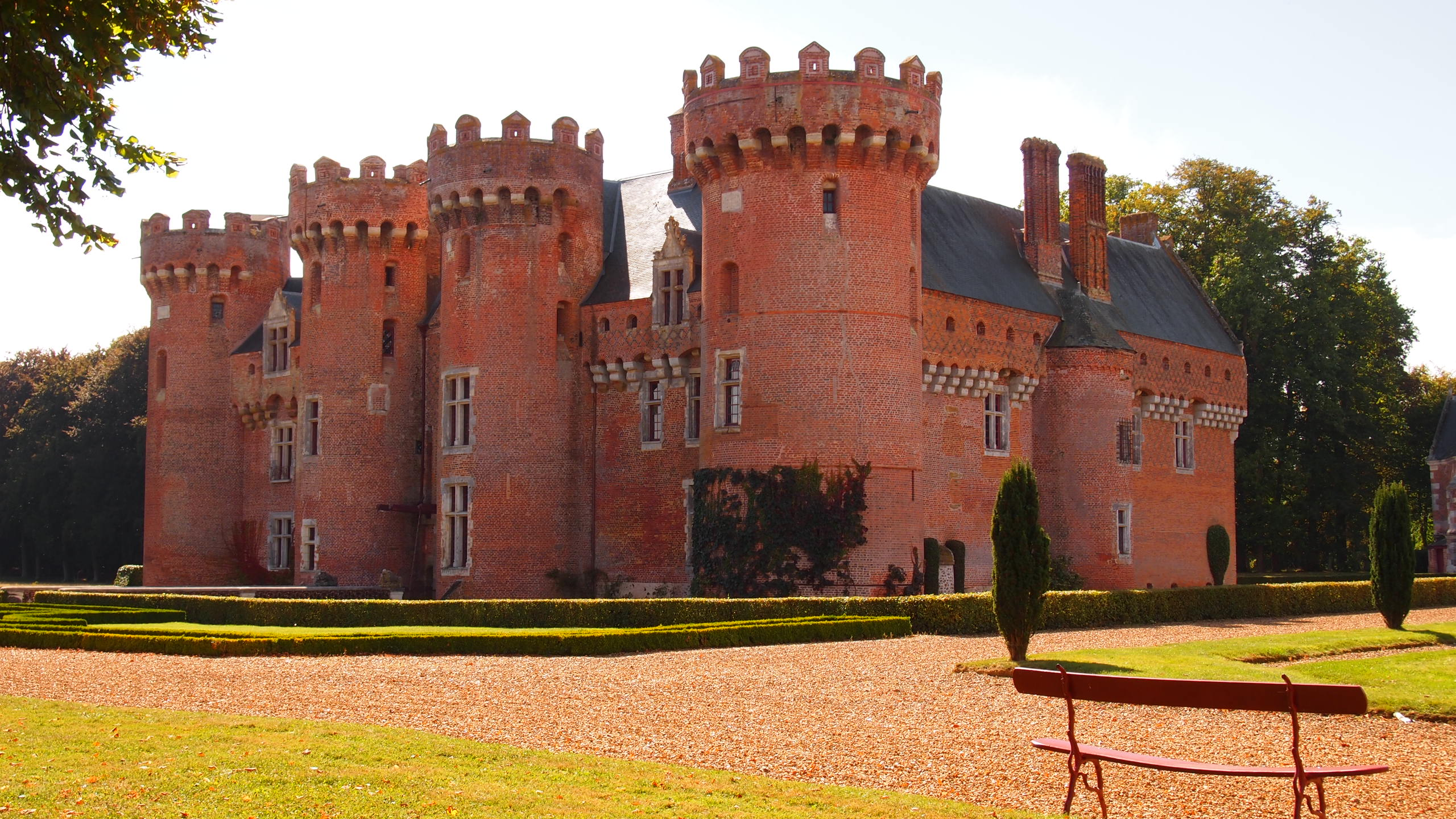
Schloss Villebon, Vorbild für das „Schloss Guermantes“
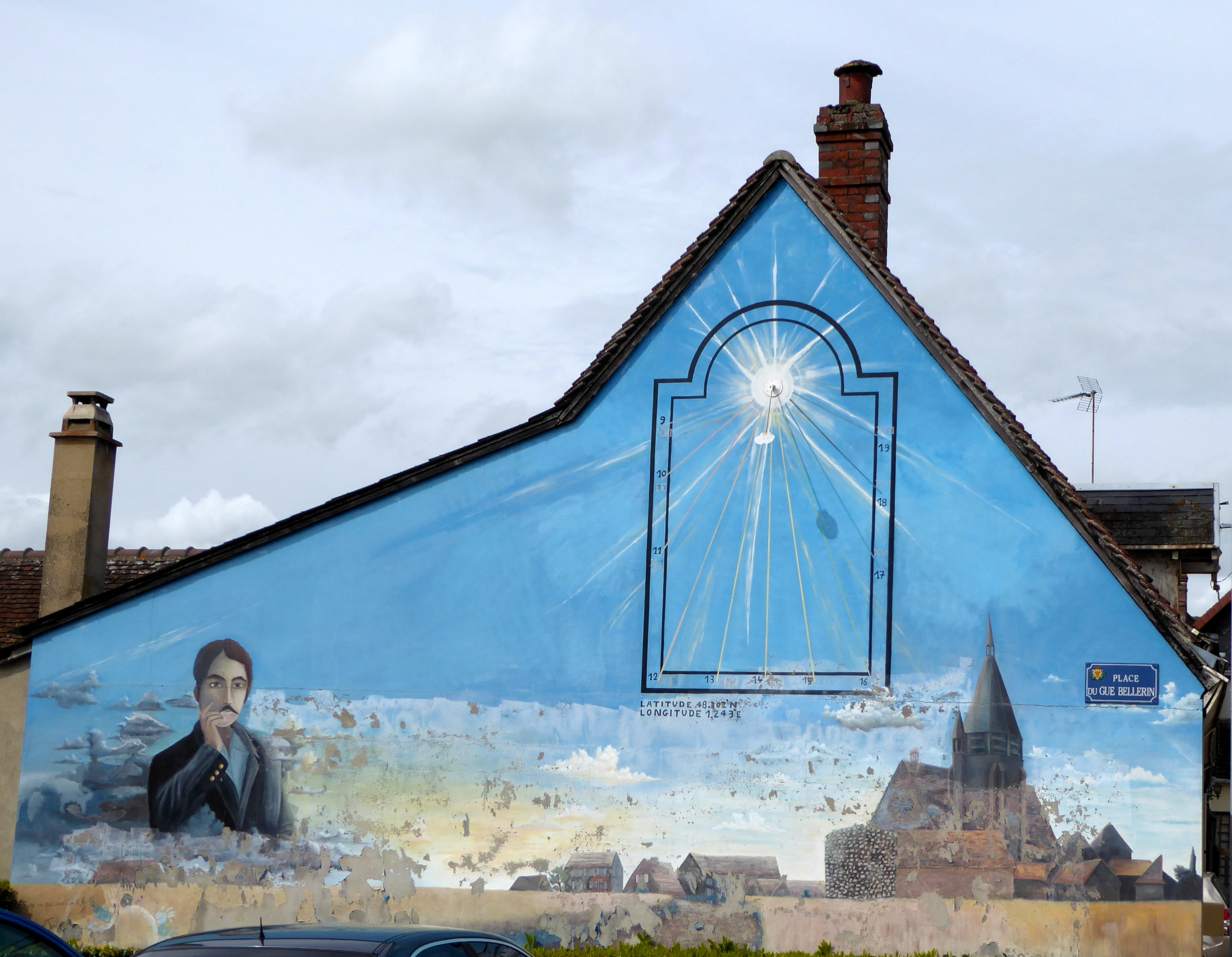
Hommage an Marcel Proust an einer Hauswand (Place du gué Bellerin)

## Persönlichkeiten
- Guillaume Adeline (* zwischen 1400 und 1410, † um 1457), Theologe
- Adrien Proust (1834–1903), Mediziner, Vater von Marcel, wurde 1834 in Illiers geboren
- Marcel Proust (1871–1922) verbrachte hier Teile seiner Jugend, insbesondere die Ferien
- Christophe Ferré, Schriftsteller, verbrachte einen Teil seiner Kindheit in Illiers-Combray